# Brule (Nebraska)
Pour les articles homonymes, voir Brule.
La ville de Brule est située dans le comté de Keith, dans l’État du Nebraska, aux États-Unis. Sa population s’élevait à 326 habitants lors du recensement de 2010, estimée à 306 habitants en 2016.

## Démographie
| Groupe            | Brule | Nebraska | États-Unis |
| ----------------- | ----- | -------- | ---------- |
| Blancs            | 98,5  | 86,1     | 72,4       |
| Métis             | 0,6   | 2,2      | 2,9        |
| Autres            | 0,6   | 5,4      | 12,1       |
| Afro-Américains   | 0,3   | 6,3      | 12,6       |
| Total             | 100   | 100      | 100        |
|                   |       |          |            |
| Latino-Américains | 5,5   | 9,2      | 16,7       |

Selon l'American Community Survey, pour la période 2011-2015, 87,57 % de la population âgée de plus de 5 ans déclare parler l'anglais à la maison, 8,92 % déclare parler l'espagnol, 1,89 % le français, 1,08 % le tagalog et 0,54 % l'allemand.

## Source
- (en) Cet article est partiellement ou en totalité issu de l’article de Wikipédia en anglais intitulé « Brule, Nebraska » (voir la liste des auteurs).

1. ↑  (en) « Brule, NE Population - Census 2010 and 2000 », sur censusviewer.com.
2. ↑  (en) « Population of Nebraska - Census 2010 and 2000 », sur censusviewer.com.
3. ↑  (en) « Language spoken at home by ability to speak English for the population 5 years and over », sur factfinder.census.gov.